# Ryusaku Yanagimoto
Ryusaku Yanagimoto (japonès: 柳本柳作)  (Hirado, 9 de gener de 1894 - oceà Pacífic, 5 de juny de 1942) va ser capità del portaavions japonès Sōryū de la Marina Imperial Japonesa durant la Segona Guerra Mundial.
Nativa d'Hirado, a la prefectura de Nagasaki, la família Yanagimoto eren descendents de sacerdots xintoistes que havien estat enviats d'Ise Jingu a Hirado durant el període Edo. Va tenir bones notes quan era nen, però la seva família no era rica i va haver de treballar com a professor substitut a la seva escola secundària mentre anava a l'institut.
Yanagimoto es va graduar a la 44a classe de l'Acadèmia Naval Imperial Japonesa, ocupant el 21è de 95 cadets el 1916. Com a guardiamarina, va ser assignat al creuer Tokiwa, que va fer un creuer d'entrenament de navegació de llarga distància, visitant Esquimalt i Vancouver al Canadà, i San Francisco, San Pedro (Los Angeles), Honolulu als Estats Units, Jaluit, Truk, Yap i Angaur al Mandat dels Mars del Sud, Hong Kong, i Magong, Keelung i Arxipèlag Okinawa al Japó durant 1917. Al seu retorn, va ser assignat al cuirassat Kirishima. Va servir als creuers Niitaka el 1918 i Tsugaru el 1919. Ascendit a tinent el 1919, posteriorment va ser assignat al cuirassat Katori el 1920, seguit de l'Ise el 1921. Després d'assistir a l'escola d'artilleria avançada, va ser nomenat cap d'oficial d'artilleria de l'Asakaze el desembre de 1923.
Yanagimoto es va graduar a la 25a classe de l'Escola d'Estat Major Naval l'any 1925, cinquè d'una classe de 20. Va ser ascendit a tinent comandant el desembre de 1928, quan va ser assignat per servir com a segon oficial en cap d'artilleria del cuirassat Hiei. El setembre de 1929, va ser assignat a l'estat major del districte naval de Yokosuka i des de febrer de 1930 va ser assignat al departament de personal del Ministeri de la Marina.
El maig de 1933 Yanagimoto va ser enviat al Regne Unit com a agregat militar i ascendit a comandant més tard el mateix any. Adscrit al Departament Tècnic de la Marina Imperial Japonesa, va formar part de la delegació japonesa a les negociacions del Segon Tractat Naval de Londres el 1934. Va rebre l'ordre de tornar al Japó el maig de 1935. Després va servir en diverses assignacions de personal dins de l'Estat Major de la Marina Imperial Japonesa. El desembre de 1937, va rebre el seu primer comandament: el portahidroavions auxiliar Notoro.
Va tornar a càrrecs administratius dins de l'Estat Major de la Marina Imperial Japonesa a partir de novembre de 1938. Va estar involucrat en les negociacions que van conduir al Pacte Tripartit, al qual, per contra, es va oposar vocalment. També va ser un dels primers defensors de l'ús de la tecnologia del radar, i va criticar severament l'almirall Shigeyoshi Inoue i altres membres de l'estat major naval pel seu "pensament a l'antiga" i la seva incapacitat per comprendre la importància de la nova tecnologia.
El 6 d'octubre de 1941 Yanagimoto va rebre el comandament del portaavions Sōryū, en el qual va participar en l'atac a Pearl Harbor en les primeres etapes de la Guerra del Pacífic. Posteriorment va estar a la batalla de l'illa de Wake i a les incursions de l'Oceà Índic. Yanagimoto va optar per enfonsar-ser amb el seu vaixell quan el Sōryū va ser enfonsat per avions de la Marina dels Estats Units durant la batalla de Midway, malgrat els esforços de la seva tripulació per convèncer-lo que abandonés el pont en flames. Va ser ascendit pòstumament al rang de contraalmirall i va rebre l'orde del Sol Naixent de 2a classe.

## Promocions
Kaigun Shōi – 22 de novembre de 1916
 Kaigun Chūi - 1 de desembre de 1917
 Kaigun Taii – 1 de desembre de 1919
 Kaigun Shōsa – 10 de desembre de 1928
 Kaigun Shōsa – 15 de novembre de 1933
 Kaigun Taisa – 1 de desembre de 1937
 Kaigun Shōshō – 27 de maig de 1943 (a títol pòstum)

## Condecoracions
orde del Sol Naixent, 2a classe